# Вятская епархия
Вя́тская епа́рхия — епархия Русской православной церкви, объединяющая приходы и монастыри в средней части Кировской области. Входит в состав Вятской митрополии.
Управляющий епархией с 22 марта 2011 года — митрополит Вятский и Слободской Марк (Тужиков).
Кафедральные храмы: Успенский собор Трифонова монастыря в Вятке и Свято-Екатерининский собор города Слободского.
На январь 2016 года в епархии насчитывалось: 3 монастыря (1 мужской и 2 женских), 136 храмов и иных молитвенных помещений (молитвенных домов и комнат, часовен). Число штатных клириков — 137, из них священников — 116, диаконов — 21.

## История
С начала русской колонизации Средней Вятки в конце XII века приходы Вятской земли входили в состав Новгородской архиепископии. Далее, с 1489 Хлынов и окрестности составляли церковную десятину и управлялись патриаршим десятильником (назначавшимся из представителей местной церковной верхушки, главным образом из рода Юферевых) — земли входили в Митрополичью область.
5 декабря 1657 года Соборным определением и повелением Патриарха Никона была учреждена Вятская епархия; начала свою деятельность в 1658 с приездом первого епископа Александра, которому был дан титул вятского и великопермского.
С декабря 1937 по декабрь 1942 не имела своего правящего архиерея.
Управляющим епархией с 23 апреля 1978 года по 4 января 2011 года являлся митрополит Вятский и Слободской Хрисанф (Чепиль).
5 января 2011 года временным управляющим епархией назначен архиепископ Йошкар-Олинский и Марийский Иоанн (Тимофеев).
Решением Священного Синода от 22 марта 2011 года новым правящим архиереем назначен архиепископ Марк (Тужиков).
4 октября 2012 года из состава епархии были выделены Уржумская и Яранская епархии со включением их и Вятской епархии в состав новообразованной Вятской митрополии.

## Архиерейский двор
Среди архиерейских детей боярских, служивших в XVII—XVIII веках Вятским епископам, известны фамилии Булгаковых, Бачурихиных, Аксаковых, Блиновых, Васильевых, Коркиных, Лаженицыных, Лопатиных, Соловьёвых, Соломиных, Суворовых, Сухово, Тухариновых, Поповых, Протодьяконовых, Черноярцовых, Носухиных.

## Патриаршиедесятильники
Богоявленские протоиереи
- Павел Морозов (до 1613 — после 1628)
- Михаил Морозов (после 1628-после 1646)

Никольские протоиереи
- Аггей Юферев (1593-1604)
- Софоний Юферев (1609—1615)
- Степан Юферев (1615-после 1627)
- Зотик Бекетов[4] (до 1636-после 1637)
- Иван Рязанцев (до 1645-после 1646)
- Илларион (до 1647-после 1647)[5]

## Названия
- с 1656 — Вятская и Великопермская
- с 16 октября 1799 — Вятская и Слободская
- с октября 1918 — Вятская и Глазовская
- с лета 1922 — Вятская и Слободская
- с 27 декабря 1934 — Кировская и Слободская
- с 21 апреля 1994 — Вятская и Слободская
- с 4 октября 2012 — Вятская

## Епископы
- Александр (5 декабря 1657 — 8 января 1674)
- 23 августа 1674 — 8 октября 1699 — Иона (Баранов)
- 4 августа 1700 — 25 января 1719 — Дионисий (Ушаков)
- 25 января 1719 — 26 сентября 1733 — Алексий (Титов)
- 26 сентября 1733 — 9 апреля 1737 — Лаврентий (Горка)
- 31 декабря 1737 — 18 мая 1739 — Киприан (Скрипицын)
- 18 мая 1739 — 2 декабря 1742 — Вениамин (Сахновский)
- 27 февраля 1743 — 28 февраля 1748 — Варлаам (Скамницкий)
- 25 мая 1748 — 16 ноября 1755 — Антоний (Илляшевич)
- 19 июня 1758 — 5 июня 1774 — Варфоломей (Любарский)
- 6 августа 1774 — 13 марта 1796 — Лаврентий (Баранович)
- 1 июня 1796 — 29 января 1804 — Амвросий (Яковлев-Орлин)
- 29 января 1804 — 7 июля 1805 — Серафим (Глаголевский)
- 20 августа 1805 — 3 мая 1817 — Гедеон (Ильин-Замацкий)
- 15 июля 1817 — 28 октября 1822 — Амвросий (Рождественский-Вещезеров)
- 21 мая 1823 — 19 марта 1827 — Павел (Морев-Павлов)
- 26 марта 1827 — 24 января 1832 — Кирилл (Богословский-Платонов)
- 3 апреля 1832 — 16 ноября 1835 — Иоанникий (Образцов)
- 8 декабря 1835 — 23 апреля 1838 — Нил (Исакович)
- 23 апреля 1838 — 29 марта 1851 — Неофит (Соснин)
- 29 марта 1851 — 7 января 1860 — Елпидифор (Бенедиктов)
- 18 мая 1859 — 25 марта 1860 — Никодим (Казанцев) в/у, епископ Чебоксарский
- 6 февраля 1860 — 17 июня 1866 — Агафангел (Соловьёв)
- 17 июня — 5 октября 1866 — Христофор (Эммаусский)  (Уволен на покой, не быв в епархии)
- 12 декабря 1866 — 7 июня 1885 — Аполлос (Беляев)
- 7 июня 1885 — 5 декабря 1887 — Макарий (Миролюбов)
- 5 декабря 1887 — 10 августа 1896 — Сергий (Серафимов)
- 10 августа 1896 — 10 ноября 1901 — Алексий (Опоцкий)
- 10 декабря 1901 — 27 ноября 1904 — Никон (Софийский)
- 27 ноября 1904 — 20 марта 1914 — Филарет (Никольский)
- 20 марта 1914 — ноябрь 1918 — Никандр (Феноменов)
- 11 ноября 1918 — 20 мая 1919 — Алексий (Кузнецов) в/у, епископ Слободской
- май 1919 — 19 октября 1920 — Николай (Покровский)
- 19 октября 1920 — январь 1921 — Евсевий (Рождественский) , в/у, епископ Яранский, затем Уржумский
- февраль — 13 мая 1921 — Виктор (Островидов) в/у, епископ Слободской
- 13 мая 1921 — август 1922, март-май 1926, 22 сент. 1927 — 24 янв. 1929 — Павел (Борисовский)
- сентябрь 1922 — начало 1923 — Сергий (Корнеев) в/у, епископ Яранский
- 16 сентября — конец 1923 — Авраамий (Дернов) в/у, епископ Уржумский
- 8 февраля 1924 — 14 декабря 1927 — Флавиан (Сорокин) в/у, епископ Котельнический управлял небольшой частью приходов епархии)
- 1924 — 8 июня 1927 — Симеон (Михайлов) в/у, в январе—мае 1926 года уклонялся в григорианский раскол
- 24 января — 24 апреля 1929 — Никифор (Ефимов) в/у, епископ Котельнический
- 24 апреля 1929 — май 1930 — Стефан (Знамировский)
- 4 июня — август 1930 — Георгий (Анисимов) в/у, епископ Нолинский
- в августе 1930 назначен в/у, отказался от назначения — Иоанникий (Сперанский) , епископ Старорусский
- октябрь 1930 — февраль 1931 — Серафим (Трофимов) в/у, епископ Яранский
- 13 февраля 1933 — 3 мая 1934 — Евгений (Зёрнов)  до 8 сентября 1933 — в/у, архиепископ Котельнический
- 3 мая — 10 июня 1934 — Макарий (Звездов)  в должность не вступил
- май — июнь 1934 — Димитрий (Поспелов) в/у, епископ Воткинский
- 22 июля 1934 — 5 августа 1937 — Киприан (Комаровский)
- 20 августа — декабрь 1937 — Алексий (Кузнецов)  в/у, архиепископ Сарапульский
  - 1937—1942 — кафедра вдовствовала
- 27 декабря 1942 — 2 апреля 1957 — Вениамин (Тихоницкий)
- 1945 — Товия (Остроумов) в/у, епископ Свердловский
- май — сентябрь 1957 — Гавриил (Огородников) в/у
- 19 июля 1957 — 16 ноября 1962 — Поликарп (Приймак)
- 22 ноября 1962 — 17 ноября 1966 — Иоанн (Иванов)
- 19 ноября 1966 — 7 октября 1967 — Владимир (Котляров)
- 7 октября 1967 — 2 апреля 1978 — Мстислав (Волонсевич)
- 23 апреля 1978 — 4 января 2011 — Хрисанф (Чепиль)
- 5 января — 22 марта 2011 — Иоанн (Тимофеев) в/у, архиепископ Йошкар-Олинский
- с 22 марта 2011 — Марк (Тужиков)

## Викариатства
- Глазовское (ныне самостоятельная епархия)
- Елабужское (недейств.)
- Котельническое (недейств.)
- Нолинское (недейств.)
- Оричевское
- Сарапульское (ныне самостоятельная епархия)
- Слободское (недейств.)
- Уржумское (ныне самостоятельная епархия)
- Яранское (ныне самостоятельная епархия)

## Благочиния

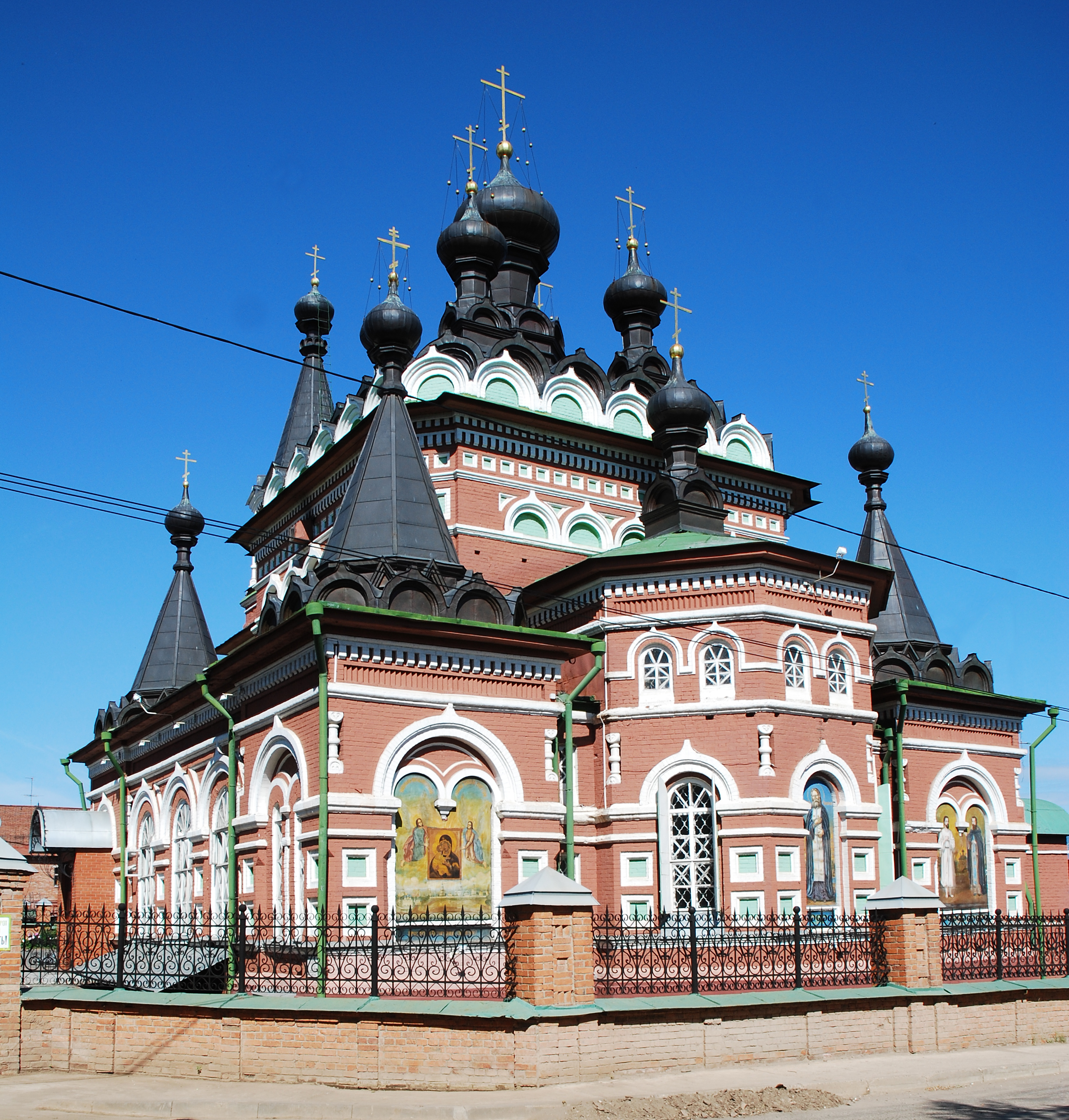
Церковь Серафима Саровского

Епархия разделена на 9 церковных округов (по состоянию на октябрь 2022 года):
- Первое Вятское благочиние
- Второе Вятское благочиние
- Кирово-Чепецкое благочиние
- Кстининское благочиние
- Кукарское благочиние
- Нижнеивкинское благочиние
- Оричевское благочиние
- Орловское благочиние
- Слободское благочиние

## Крестные ходы
- Великорецкий крестный ход

Местного значения
- Борисоглебский крестный ход
- Гороховский крестный ход
- Климковский крестный ход
- Зубаревский крестный ход в память игуменьи Февронии

## СМИ
- Вятские епархиальные ведомости (1863—1918)
- Вятский епархиальный вестник — издаётся с октября 1990